# Saint-Vincent-sur-l'Isle
Saint-Vincent-sur-l'Isle é uma comuna francesa na região administrativa da Nova Aquitânia, no departamento Dordonha. Estende-se por uma área de 10,2 km². Em 2010 a comuna tinha 310 habitantes (densidade: 30,4 hab./km²).